# Wandbild „Den Gegnern und Opfern des Faschismus“
Das Wandbild „Den Gegnern und Opfern des Faschismus“ in Bremen-Findorff, Ortsteil Findorff-Bürgerweide, Admiralstraße 8, stammt von 1984.
Das Wandbild steht seit 2016 unter Bremischem Denkmalschutz.

## Geschichte
Das monumentale 23 m × 19 m große Wandbild am Bunker, von Jürgen Waller (Bild) und Eckhard Jung (Schriften), „darf aufgrund seiner inhaltlichen Ausrichtung und Konzeption als das bedeutendste Bremer Wand- bzw. Bunkerbild überhaupt bezeichnet werden“, so das Landesamt für Denkmalpflege Bremen.
Der Luftschutzbunker F 6 aus dem Zweiten Weltkrieg und das Thema des Wandbildes stehen in einem direkten Bezug zur NS-Zeit.
Das Wandbild in der Nachbarschaft des 1933 eingerichteten ehemaligen ersten Bremer KZ, des KZ Missler, ist Mahnmal und erinnert an die Gegner und Opfer des Faschismus. Ursprünglich diente die Missler-Halle der Unterbringung von Auswanderer-Schiffspassagieren des Norddeutschen Lloyd.
Das Bild erzählt in einzelnen Szenen von Aktivitäten, Verfolgung und Ermordung von Widerstandskämpfern und von Menschen, die aus rassistischen Gründen verfolgt, interniert und ermordet wurden. Gefesselte Fäuste eines Widerstandskämpfers, das Bildzitat „Nieder mit Hitler“ des Werks Opfer des Faschismus vom mexikanischen Wandmaler David Alfaro Siqueiros wirken: So wurden symbolisch die Säulen von Hitlers Reichskanzlei geknickt und das NS-Regime beseitigt. Über die Breite der Bunkerfront steht in großen Buchstaben: „Den Gegnern und Opfern des Faschismus“. Seitlich und unten als Rahmen des Bildes sind die Namen von Menschen, die aus politischen, rassistischen oder anderen Gründen in den Bremer KZs inhaftiert, misshandelt und/oder ermordet wurden, aufgeführt.
Waller hat in Bremen u. a. auch die Geschichte des Stadtteils Gröpelingen und der AG-Weser an einem Bunker dargestellt.